# Roberto Loreggian
Roberto Loreggian (Monselice, 1967) est un claveciniste et organiste italien. 

## Biographie
Roberto Loreggian, obtient son diplôme d'orgue et de clavecin avec les notes les plus élevées. Il se perfectionne ensuite avec Ton Koopman dans les deux instruments. Il est spécialisé dans l'interprétation de la musique de la Renaissance et baroque. Outre son activité de concertiste en Italie et dans d'autres pays, Loreggian est professeur au conservatoire Cesare Pollini de Padoue. Il a également enregistré plusieurs disques, pour diverses labels discographiques.
En 1997, il remporte le prix de la critique allemande pour des transcriptions pour clavecin, et la gravure de l'intégrale des compositions de Giovanni Battista Ferrini. En 2004, il remporte ce même prix pour l'enregistrement des œuvres pour clavecin de Bernardo Pasquini et en 2009, le Prix national du disque de musique classique pour le Premier livre des toccatas de Girolamo Frescobaldi.

## Discographie
- Francesco Geminiani, Pièces de clavecin (2013, Tactus)
- Girolamo Frescobaldi, Il primo libro delle fantasie a quattro (2011, Brilliant Classics)
- Baldassarre Galuppi, Intégrale des concertos pour clavecin (2011, Brilliant Classics)
- Girolamo Frescobaldi, Frescobaldi Complete Edition (2011, 15 CD et un CD-Rom, Brilliant Classics).
- Girolamo Frescobaldi, Messes, vol. 3 (2011, Brilliant Classics)
- Girolamo Frescobaldi, Il primo libro di capricci (2010, Brilliant Classics)
- Antonio Vivaldi, Concertos avec orgue obligé (2010, Brilliant Classics)
- Joseph Haydn, Concerti et divertissements pour trio avec piano (2010, Brilliant Classics)
- Girolamo Frescobaldi, Il secondo libro di Toccate (2012, 2 CD Brilliant Classics)
- Girolamo Frescobaldi, Toccatas et Partitas : LIl primo libro di Toccate (2 CD, Brilliant Classics)
- Girolamo Frescobaldi, de la Chanson: Le premier livre de la chanson un, deux, trois et quatre voix, 2 CD Brilliant Classics)
- Girolamo Frescobaldi, Fiori musicali : trois messes pour orgue, Venise, 1635 (Brilliant Classics) (OCLC 945924503)
- Girolamo Frescobaldi, Toccatas et Partitas (2009, Brilliant Classics)
- Giovanni Battista Ferrini, Œuvres pour clavecin (2006, Tactus)
- Andrea Luchesi, Sonates pour orgue, (juin 2004, Tactus TC 741202) (OCLC 173643138)
- Bernardo Pasquini, les Sonates pour gravicembalo (8-10 août 2002, Chandos Records CHAN 0704) (OCLC 813444470)
- Paolo Benedetto Bellinzani, Sonate a flauto solo con cembalo o violoncello (2003, Allegro)
- Giulio Belli, Missa Tu Es Pastor Ovium (2002, Allegro)
- Claudio Merulo, Missa Virginis Mariae « In Annuntiatione Domini », (2002, Tactus)
- Giuseppe Tartini, Sonates violon, violoncelle et clavecin, op. 6 - Roberto Loreggian, orgue et clavecin ; Enrico Casazza, violon (2001, Tactus) (OCLC 716390717)
- Benedetto Marcello, Sonates pour clavecin, op. 3 (2001, 2 CD Chandos Records)
- Antonio Vivaldi, Concerti appropriati al cembalo, (2000, Tactus)
- Girolamo Frescobaldi, Canzoni alla Francese, (1999, Allegro)
- Girolamo Frescobaldi, Fioretti del Sig. Frescobaldi. Canzoni alla Francese in partitura, Libro IV, 1645 (1999, Tactus)
- Girolamo Frescobaldi, Il Primo Libro di Capricci, Canzon Francese e Ricercari, 1626, (1999, Tactus)
- Antonio Vivaldi, Concerti appropriati all'organo (1999, Tactus)
- Alessandro Poglietti, Il Rossignolo. Suite « Sopra la Ribellione di Ungheria » (1998, Tactus) (OCLC 906567231)